# Bulgariens herrjuniorlandslag i ishockey
Bulgariens herrjuniorlandslag i ishockey representerar Bulgarien i ishockey för herrjuniorer. Laget spelade sin första landskamp den 3 mars 1983 i Bukarest under juniorvärldsmästerskapets C-grupp, och förlorade då med 1-3 mot Ungern.

### Fotnoter
1. ↑  ”Championnat du monde 1983 des moins de 20 ans”. Hockeyarvhives. 1982-1983. http://www.passionhockey.com/hockeyarchives/U-20_1983.htm. Läst 15 december 2013.